# لينا مورو لويس
مارثا لينا مورو لويس (بالإنجليزية: Lena Morrow Lewis)‏ (مواليد 1868- توفيت 1950)، والمعروفة باسمها الأوسط لينا، خطيبة أمريكية ومنظمة سياسية وصحفية ومحررة للصحف. عملت ناشطة في مجالات منع الكحول، وحق المرأة في التصويت، والحركات الاشتراكية، اشتهرت لويس لكونها قائدة نسائية كبيرة للحزب الاشتراكي الأمريكي خلال ذروة تلك المنظمة في العقدين الأولين من القرن العشرين وأول امرأة تعمل في اللجنة التنفيذية الوطنية الحاكمة في تلك المنظمة.

## سيرة حياتها

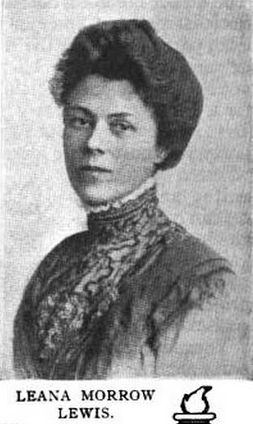
لينا مورو لويس سنة 1911

### سنواتها الباكرة
ولدت مارثا لينا مورو في ديسمبر 1868 في مقاطعة وارين الريفية، إلينوي حيث ترعرعت. كانت ابنة القس تي. جي. وماري أيه. مورو. كان والدها قسًا مشيخيًا.
تخرجت مورو من المدرسة الثانوية في باكستون، إلينوي. عقب إنهائها لدراستها الثانوية، التحقت بكلية مونماوث التابعة للكنيسة المشيخية في مونماوث، إلينوي، وتخرجت منها عام 1892.

### نشاطها الباكر
عقب التخرج من كلية مونماوث، بدأت مورو مهنتها كناشطة. لكن، تغير محور مشاركتها لأنها وضعت أولويات جديدة.
بالنسبة لمشاركتها الأولى، تولت مورو منصب محاضرة وطنية لاتحاد اعتدال المرأة المسيحية (دبليو سي تي يو)، وبقيت في هذا المنصب حتى عام 1898. خلال هذه الفترة، شغلت منصب رئيسة فرع اتحاد اعتدال المرأة المسيحية في إلينوي.
في عام 1898، تناولت مورو قضية حق المرأة في التصويت، وعملت كمنظمة لحركة حق التصويت حتى عام 1901. بدأت العمل في ساوث داكوتا، ثم انتقلت عام 1900 إلى أوريغون. بصفتها عاملة على قضية حق المرأة في التصويت، أصبحت مورو أول ناشطة أنثى تعمل مع حركة النقابات العمالية القوية في شيكاغو في محاولة لتوظيف مساعدتها في جلب التصويت للنساء.

### عملها كمحاضرة للحزب الاشتراكي
انضمت مورو إلى الحزب الاشتراكي الأمريكي (إس بّي أيه) في عام 1902 وأعادت توجيه نشاطها من حق المرأة في التصويت إلى الاشتراكية. انجذبت لويس إلى تعزيز الاشتراكية لظروف العمل العادلة. إذ رأت أن الرجل دون عمل أسوأ حالًا من المرأة التي لا تملك بطاقة تصويت لأن الوظيفة ضرورية للمعيشة. اختارت كاليفورنيا مركزًا لنشاطها، وعملت خارج منطقة خليج سان فرانسيسكو.
في عام 1903، أخذت لينا مورو اسم لويس بزواج قصير من محاضر الحزب الاشتراكي آرثر مورو لويس. ولد زوجها في إنجلترا، ودرس للقسوسة، وأصبح عالمًا بارزًا. في العام التالي، 1903، ألقي القبض عليها في سان فرانسيسكو للخطاب في الشوارع وقضت بضع ساعات في السجن.
كانت لينا مورو لويس لا تعرف الكلل في الترويج للحزب الاشتراكي بصفتها منظمة ومحاضرة وطنية من 1908-1914. خلال ذلك الوقت خطبت في كل الولايات عدا مسيسيبي، وترأست تعهدات في كندا وإنجلترا. وشملت أماكنها معسكرات الأخشاب ومناطق التعدين وكذلك قاعات الاستماع والصالات.
كانت لويس عضوة في الجمعية الاشتراكية بين الكليات. في عام 1905، انتُخِبت لتكون عضوة في لجنة المرأة الوطنية للحزب الاشتراكي من كاليفورنيا. كانت العضوة الأولى والوحيدة. اختُيرت لويس في وقت لاحق للانضمام للوفد الأمريكي في المؤتمر الاشتراكي الدولي عام 1910 في كوبنهاغن، الدنمارك.
على الرغم من أن لويس اشتهرت بخطاباتها، كانت كاتبة غزيرة الإنتاج. ووُزِعت أكثر من مئتي ألف نسخة من كتيبها «الحزب الاشتراكي وحق المرأة بالتصويت». كانت مساهمة منتظمة في مجلة المرأة المتقدمة (كانت تُسمى في الأصل المرأة الاشتراكية).
أصبحت لويس في منتصف العمر وتطلقت، وباتت في هيكل السلطة داخل الحزب الاشتراكي وعملت كواحدة من «المحاضرين والمنظمين البارزين» فيه. لكن، في 1910-1911، أصبحت لويس محور فضيحة وطلبت استقالتها من اللجنة التنفيذية الوطنية بسبب مواعدتها للأمين التنفيذي الوطني للحزب الاشتراكي جيه ماهلون بارنز. على الرغم من أن الفضيحة تراجعت، رفضت لويس الترشح مجددًا وذهبت إلى إقليم ألاسكا لتعمل كمنظمة. هناك، عاشت وحدها في كابينة من غرفتين في 1913-1917. خلال فترة وجودها في جونو، درّست لويس وحاضرت وكتبت ونظمت حملات. عملت محررة لصحيفة سنداي مورنينغ بوست في جونو لأكثر من عامين، وعملت محررة مشاركة في صحيفة العمل المنظمة الرسمية في الولاية، ألاسكا ليبور نيوز.

### وفاتها وإرثها
توفيت لينا مورو لويس عام 1950. وناهزت 81 عامًا وقت وفاتها.
على الرغم من أنها كانت في القيادة العليا للحزب الاشتراكي معظم حياتها، لم تكتب مذكراتها. لكنها تركت العديد من الأوراق. وهي موجودة في مكتبة تاميمنت وأرشيفات روبرت إف. واغنر، في جامعة نيويورك في مدينة نيويورك. تتكون مجموعة مورو من مواد موضوعة في خمسة صناديق أرشيفية على استقامة واحدة بطول قدمين، أخذت المكتبة ميكروفيلمات عنها ليستخدمها العلماء. توجد أيضًا مجموعة صغيرة من صور لويس مع معاصريها في الحركة الاشتراكية في جامعة نيويورك.

## وصلات خارجية
- أعمال لينا مورو لويس في ليبري فوكس